# Stolemageren Hans J. Wegner
|  | Denne artikel er oprettet af botten PalnaBot ud fra en ekstern database. Den kan derfor have sproglige fejl eller mangler. Denne skabelon kan fjernes efter kontrol af indholdet. |

Stolemageren Hans J. Wegner er en portrætfilm fra 1992 instrueret af Lise Roos.

## Handling
Portræt af møbelarkitekten, stolemageren Hans J. Wegner.